# Maria Gevaert
Maria Alfonsina Verlackt-Gevaert, née sous le nom de Maria Gevaert, est une femme politique belge du Parti populaire chrétien.

## Biographie
Maria Gevaert est née le 19 janvier 1916 à Oosterweel, un village belge disparu. Elle est enseignante de profession. De 1932 à 1936, elle a été directrice, puis exempte nationale au VKAJ de 1936 à 1946. 

## Vie politique
Maria Gevaert est active au sein de la Kristelijke Arbeiders Vrouwengilde (KAV),où elle a travaillé comme exempte nationale de 1946 à 1951,  comme vice-présidente nationale de 1951 à 1961 et comme présidente de district de la division KAV de l'arrondissement d'Anvers de 1956 à 1961. Elle était également active au sein de l'ACW, dont elle a été vice-présidente nationale de 1960 à 1967,.
Via l'ACW et la KAV, elle aboutit au CVP et de 1961 à 1976, elle siège pour ce parti au nom de l'arrondissement d'Anvers à la Chambre des représentants, où elle est secrétaire du groupe CVP de 1965 à 1974. Entre décembre 1971 et avril 1976, en raison du double mandat alors en vigueur, elle a également siégé au Conseil culturel de la Communauté culturelle néerlandaise, installé le 7 décembre 1971 et lointain prédécesseur du Parlement flamand. En 1976, elle a quitté la politique nationale.
Par ailleurs, elle a été secrétaire d'État à la famille dans le gouvernement Leburton de janvier à octobre 1973,.

## Vie privée
Maria Verlackt-Gevaert était mariée à l'homme politique du CVP Albert Verlackt, qui était le représentant du peuple du CVP dans l'arrondissement d'Anvers de 1946 à sa mort en 1958. Avec lui, elle a eu quatre enfants. Elle était également la grand-mère de l'actrice Tine Embrechts. Elle est morte le 11 juillet 1983,.

## Sources
1. ↑  « http://www.archiefbank.be/dlnk/AE_1616 »
2. ↑  (nl) Pieter, « Maria Gevaert », sur 5 april 1943, het bombardement op Mortsel, 19 mars 2018 (consulté le 12 novembre 2022)
3. ↑  (nl) « Maria Verlackt-Gevaert | Vlaams Parlement », sur www.vlaamsparlement.be (consulté le 12 novembre 2022)
4. 1 2 3 4  « ODIS », sur www.odis.be (consulté le 12 novembre 2022)
5. 1 2 3  « ODIS », sur www.odis.be (consulté le 12 novembre 2022)